# Eupterote balwanti
Eupterote balwanti är en fjärilsart som beskrevs av Bhasin. 1946. Eupterote balwanti ingår i släktet Eupterote och familjen Eupterotidae. Inga underarter finns listade i Catalogue of Life.